# Thanks of Congress

Les Thanks of Congress (Remerciements du Congrès en français) sont une série de résolutions formelles passées par le Congrès des États-Unis à l'origine pour prolonger les remerciements formels du gouvernement pour les victoires significatives ou des actions impressionnantes par les commandants militaires américains et leurs troupes.

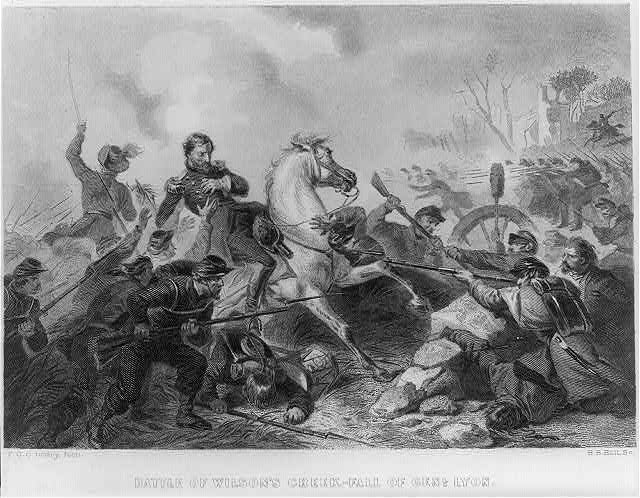
Le général Nathaniel Lyon, tué à la bataille de Wilson's Creek, reçut à titre posthume le 24 décembre 1861 les remerciements du Congrès

Bien qu'elle ait commencé pendant la guerre d'indépendance des États-Unis, la pratique a fait une pointe pendant la guerre civile américaine. De même, le Congrès des États confédérés a également voté des résolutions honorant l'exécution extraordinaire aux individus ou aux unités militaires.